# Monique Peyrefitte
Pour les articles homonymes, voir Peyrefitte, Luton (homonymie) et Orcival.
Monique Peyrefitte, née le 4 novembre 1924 à Paris et morte le 9 janvier 2005 dans la même ville est une femme écrivain française, connue sous le nom de plume de Claude Orcival. 
Née Monique Luton, elle est l'épouse de l'homme politique Alain Peyrefitte (1925-1999) avec qui elle aura cinq enfants dont l'écrivain Christel Peyrefitte (1951-1996).
Elle meurt le 9 janvier 2005 dans l'incendie de son appartement.

## Œuvres
- Le Mythe de Pénélope (avec Alain Peyrefitte), 1949, Gallimard, Paris
- Les Roseaux froissés (avec Alain Peyrefitte), 1949, Gallimard, Paris
- Ton pays sera mon pays, 1953, Gallimard, Paris (311 p.)[2]
- Le Compagnon. 1956, Gallimard, Paris (203 p.)
- J'ai vu vivre l'U.R.S.S. 1959, Fayard, Paris (317 p.)[3]